# Alva
Alva je mužské i ženské křestní jméno románského původu. Zřejmě bylo přejato ze španělského prostředí a vykládá se jako „blondýn, bělavý“. Je obdobou jména Albín.[zdroj?]
Podle jiných pramenů jde o švédskou a norskou ženskou podobu jména Alf, jež znamená elf. Jedná se též o přepis biblického mužského jména Alvah (עַלְוָה), jež znamená "Jeho Výsost". V současnosti je Alva oblíbené jméno ve Švédsku, kde v roce 2012 patřilo k nejoblíbenějším jménům pro novorozené holčičky.
Podle českého kalendáře má svátek 1. března.

## Domácké podoby
Al, Alvík, Alvouš

## Alva v jiných jazycích
- anglicky: Alva
- latinsky: Albinius
- norsky Alva
- španělsky: Alva nebo Alba
- švédsky Alva

## Známí nositelé jména
- Thomas Alva Edison – americký vynálezce
- Alva Myrdalová – švédská socioložka a politička, nositelka Nobelovy ceny za mír